# Claudia Weiske
Claudia Weiske est une actrice allemande (née le 12 novembre 1970 à Altenbourg, en Thuringe).

## Théâtre
- 1992 : Bluthochzeit Tod, mise en scène de J. Langhans au Theaterforum Kreuzberg
- 1997 : Die kleine Hexe Hexe etc., mise en scène de J. Rölli au Théâtre am Kudamm
- 1997-2000 : Pension Schöller Franzi, Kellner, mise en scène de J. Wölffler au Théâtre am Kudamm, Komödie Dresden Theater im Rathaus, Essen
- 2001-2002 : Zauberlehrling Lehrling, mise en scène de B. Venovic au Théâtre der Träume
- 2003 : Hans im Glück Hans, au Théâtre der Träume
- 2003 : Romeo und Julia Amme, mise en scène G. Mapache au Con.t.act Comany
- 2003 : Die Affäre Norine, mise en scène de U. Lockner au Theatersommer am Kap
- 2004 : Bunbury, mise en scène de U. Lockner au Theatersommer am Kap
- 2004 : Romeo und Julia Miss Prism & Amme, mise en scène G. Mapache au Con.t.act Comany
- 2005 : Yvonne Königin, au UdK Projekt
- 2006 : Adam und Eva Gabriel, mise en scène U. Lockner au Theatersommer am Kap
- 2006 : Die Pulververschwörung ... Agnete Finger, mise en scène H. Rueth au Theater Görlitz
- 2006 : Pension Schöller Franziska Schöller, mise en scène J. Wölffler au Tournee
- 2007 : Kriminalmenü „Gellee Royal“ Elisabeth Fassbender, TV-Kommisarin, mise en scène A. Reitzenstein au Die Auftakter
- 2008 : Jedermann Schuldknechts Weib, mise en scène B. Grothum au Berliner Dom
- 2008 : Krimirallye „Stefan Holmes“ Anita von Schaumburg zur Lippe, mise en scène A. Dietze au Die Auftakter
- 2009 : Mord im Quartett als Daphne, mise en scène U. Lockner au Theatersommer am Kap
- 2009 : Der ideale Gatte als Mrs. Cheveley, mise en scène U. Lockner au Theatersommer am Kap
- 2009 : Jedermann Schuldknechts Weib, mise en scène B. Grothum au Berliner Dom

## Télévision
- Au rythme de la vie - Rôle : Elke Opitz (1992-1997)
- Pension Schöller - Rôle : Franziska (1997)
- Im Visier der Zielfahnder - Rôle : Yvonne (2002)
- Le Destin de Lisa et Le Destin de Bruno - Rôle : Gabriele Kamps, la gouvernante des Seidel (2005-2007)
- Fünf Sterne (it) - Rôle : Doris Kiesling  (2008)
- Frühlingsgefühle - Rôle : Une physiothérapeute (2013)

A fait une apparition dans : 
- Streit um Drei - Incarne : Sabrina König  - (2001)
- Le Dernier Témoin - Incarne : Frauke Anker - Episode : [6x6] Anatomie des Herzens (2004)
- L'Empreinte du crime - Incarne : Veronika Lang - Episode : [5x6] Mes Belles Amours (2003)

## Cinéma
- Der letzte Zug - Rôle : Mme Zaruma (2006)
- Die Entbehrlichen - Rôle : Frau Bauer (2009)